# El mil hijos
El mil hijos o El Rompecatres es una película de comedia y drama mexicana de 1989 dirigida por René Cardona III y protagonizada por Sergio Ramos "El Comanche", Carmen Salinas, Rosalinda Risso, Lorena Herrera y Pilar Delgado.
Esta película relata la vida de un irresponsable y polígamo dueño de varias taquerías y torterías, y en las que en cada una de ellas tiene a una mujer con la que está casado, además de varias novias con las que se acuesta, haciéndoles creer que ella es el único amor de su vida. Al escuchar sus dulces palabras, ellas caen rendidas a sus pies. Él les hace el amor y se va con la excusa de ir a atender el negocio, para irse a acostar con la siguiente.
Así transcurre su vida, entre mentiras y engaños para sus mujeres y también para sí mismo, creyendo que su situación le proporciona felicidad. Esto es hasta que lo descubren sus esposas y entre todas le propinan una golpiza fenomenal.

## Reparto
- Sergio Ramos «El Comanche»
- Carmen Salinas
- Rosalinda Risso
- Lorena Herrera
- María Montaño
- Pilar Delgado
- Vitorino
- Marco Antonio Sánchez "El Diablo"
- Paco Sañudo
- Carlos Canto
- Arturo Martínez Jr.
- Julio César Agrasánchez
- Licia Suárez
- Bárbara Ferrer
- Carl Hillos
- Ana Berumen
- Fernando Loza
- Fernando Manzano
- Ángel Mora
- Edmundo Mosqueira
- Raúl Sánchez

- Datos: Q5825728